# Bermuda Hundred (Virginie)

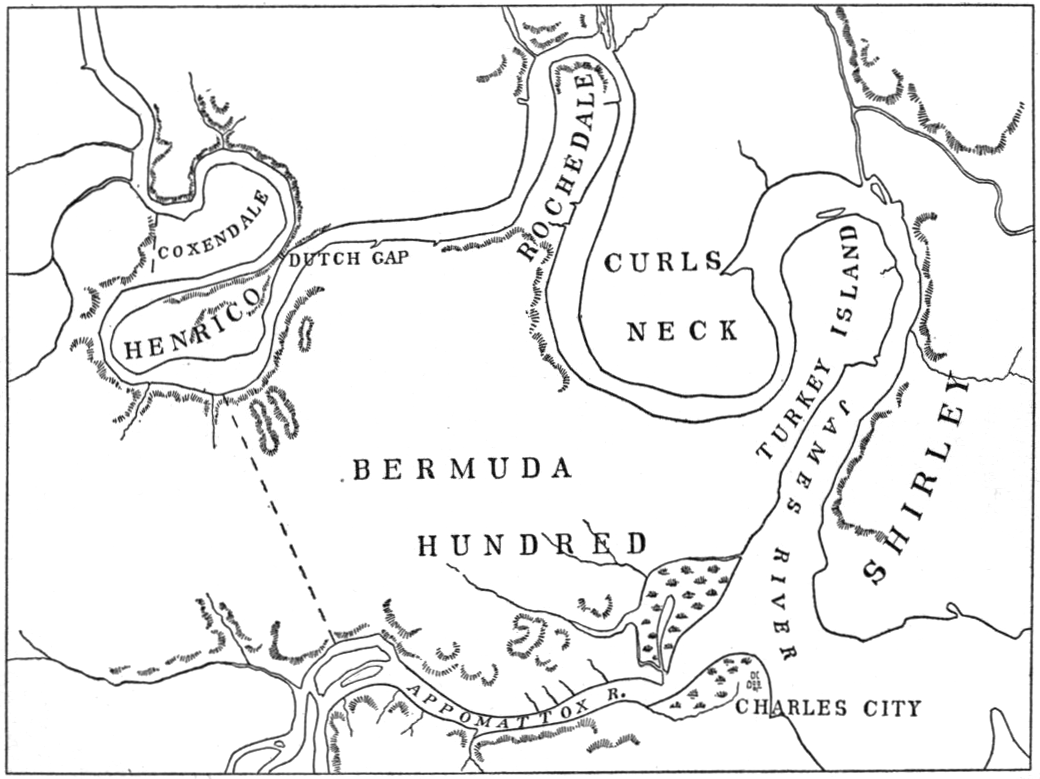
Carte montrant Bermuda Hundred et d'autres colonies primitives le long de la James River

Bermuda Hundred est la première ville incorporée dans la colonie anglaise de Virginie. Elle a été fondée par Sir Thomas Dale (en) en 1613, six ans après Jamestown. Au bord sud-ouest de la confluence de l'Appomattox et du fleuve James en face City Point (en), annexé par Hopewell en 1923, Bermuda Hundred a été une ville portuaire pendant de nombreuses années. La terminologie « Bermuda Hundred » comprenait également une grande zone adjacente à la ville. Au cours de l'ère coloniale, un Hundred a été un grand lotissement de plusieurs acres, découlant du terme anglais pour définir une zone qui soutiendrait une centaine de maisons. Le port de la ville de Bermuda Hundred était destiné à servir d'autres hundreds en plus de Bermuda Hundred.
La campagne de Bermuda Hundred au cours de la guerre de Sécession (1861-1865) s'est déroulée dans la région de la péninsule entre le fleuve James et la rivière Appomattox où Bermuda Hundred est située.
N'étant plus un port d'expédition, Bermuda Hundred est maintenant une petite communauté d'une partie au sud-est du comté de Chesterfield, en Virginie.

## Fondation
La ville de Bermuda Hundred est fondée par Sir Thomas Dale, un anglais, en 1613, et est incorporée l'année suivante. La ville, décrite comme un village de pêcheurs, est située « sur la péninsule à la confluence de l'Appomattox et du fleuve James, au sud-est de Richmond, et au nord-est de Petersburg ». Thomas Dale annexe à sa plantation de New Bermuda « plusieurs kilomètres de terrain de champion et de bois dans plusieurs hundreds, des noms de Nether Hundred, Shirley Hundred »
Sir Thomas Dale, qui a servi en tant que gouverneur de Virginie pendant environ trois mois en 1611, et de 1614 à 1616, espère remplacer la colonie de Jamestown à un endroit plus approprié à quelques kilomètres de la ville de Bermuda Hundred à Henricus (en).
Le gouverneur Dale appelle initialement le site derrière Bermuda Hundreds au-delà de la rivière Appomattox, la « Bermuda Cittie » (sic). Celle-ci est renommée Charles City Point, et finalement juste City Point (en), avant qu'elle ne soit annexée à la ville indépendante de Hopewell en 1923. Quelques sources indiquent que Dale a appelé la région entière « New Bermuda » en référence à l'île.

## Origine du nom
Bermuda Hundred est appelée en référence aux Bermudes, qui font partie de la colonie de Virginie pendant quelques années après le naufrage du Sea Venture, le nouveau navire amiral de la compagnie de Londres. Avec la plupart des dirigeants et du ravitaillement à bord du Sea Venture, il fait sa troisième mission de ravitaillement (en) de l'Angleterre vers Jamestown en 1609 lorsque les huit navires sont pris dans une énorme tempête. Ce qui s'avère être un ouragan les sépare. Le nouveau calfeutrage du Sea Venture lui fait prendre l'eau. Après que l'équipage a combattu la tempête et a écopé l'eau des cales pendant trois jours, l'amiral de la flotte Sir George Somers conduit le navire en perdition sur un récif de l'archipel inhabité qui deviendra les Bermudes, sauvant les 150 passagers et l'équipage (et un chien) à bord. Parmi ceux-ci, on retrouve le nouveau gouverneur nommé, le futur gouverneur Sir George Yeardley (en), Sir Thomas Gates, le vice-amiral Christopher Newport, et les futurs auteurs William Strachey et Samuel Jordan (en), et aussi John Rolfe, qui épousera plus tard Pocahontas.
Le destin du Sea Venture reste inconnu jusqu'à l'année suivante. Le reste de la flotte navigue vers Jamestown, en fournissant des centaines de colons supplémentaires. Il a peu de nourriture, de fournitures ou de dirigeants, qui ont principalement embarqué sur le Sea Venture. Samuel Argall, le capitaine de l'un des autres navires, débarque ses passagers et les fournitures qu'il a, et retourne précipitamment en Angleterre pour avertir de la situation désastreuse à Jamestown.
Dans l'intervalle, le manque de nourriture et de fournitures et un blocage général des Indiens sur la capacité de la colonie à chasser, à fourrager et à revendiquer les terres agricoles à l'intérieur, combiné à l'arrivée de colons supplémentaires, à un leadership faible et à plusieurs autres facteurs causent la mort de plus de 80 % des 500 colons à Jamestown au cours de l'année suivante. Cette période, entre l'automne 1609 et le printemps de 1610, est connue sous le nom de temps de la famine (en) et transforme indélébilement la communauté pour le reste du XVIIe siècle alors qu'elle s'efforce de devenir plus auto-suffisante. Elle choisit une utilisation mixte de la culture et amène les survivants et les colons ultérieurs à chercher des points stratégiques entrelacés le long des côtes pour contrôler la baie de Chesapeake.
Pendant ce temps, les survivants aux Bermudes utilisent des pièces récupérées du naufrage et des matériaux indigènes pour construire deux nouveaux navires plus petits, le Deliverance et le Patience. La plupart partent pour Jamestown dix mois plus tard, laissant plusieurs hommes pour établir la possession des Bermudes. Il s'y installent définitivement, et les limites de Virginie sont prolongées en 1612 pour inclure les Bermudes. En 1615, les Bermudes, également connues sous le nom de Somers Isles (d'après l'amiral Somers), sont transférées à une nouvelle société formée par les mêmes actionnaires, la Somers Isles Company (en), qui les supervise jusqu'en 1684, lorsque la Couronne a révoqué la charte de la société. Les Bermudes et la Virginie continuent de maintenir des liens étroits, bien qu'il n'y ait aucune possibilité que les Bermudes rejoignent la Virginie et les autres colonies du continent dans leur rébellion de 1776, et les Bermudes restent une partie du Royaume-Uni. Les habitants des Bermudes s'installent en Amérique du Nord en grand nombre aux XVIIe siècle et XVIIIe siècle, et de nombreux endroits sur le continent sont nommés comme l'archipel.

## John Rolfe et le tabac
Parmi les colons qui ont survécu au naufrage du Sea Venture aux Bermudes et qui ont navigué jusqu'à la Virginie, se trouve John Rolfe. À Bermuda Hundred, il cultive et exporte plusieurs variétés non-indigènes de tabac, assurant à la colonie privée une culture commerciale (en) cruciale qu'elle peut exporter. Bermuda Hundred devient un point d'expédition majeur pour les tonneaux de tabac cultivé dans les plantations à proximité.
Rolfe devient riche et vit à Bermuda Hundred pendant un certain temps. Il est censé avoir vécu dans une plantation à ou près de Bermuda Hundred au moment du grand massacre indien de 1622 qui, avec le massacre d'une grande partie de la population de la colonie, détruit Henricus (en) et Falling Creek Ironworks (en) en amont sur le fleuve James. Bien que les archives indiquent qu'il meurt en 1622, on ne sait pas s'il a été victime des attaques coordonnées généralisées des Powhatans, qui ont perpétré le meurtre d'un tiers des colons en plusieurs jours ou s'il est mort autrement.

## Période coloniale précoce
Avec les victoires suivantes des guerres anglo-powhatans, et les autres campagnes indiennes, les Bermuda Hundred parviennent à s'étendre et se développer. La région au début est une colonie conjointe de quelques plantations de taille moyenne, de plusieurs fermes de petite taille, et du petit port de la ville qui expédie leur production et importe des biens. Pour la majeure partie des deux tiers restant du siècle, cette économie mixte marque les Bermuda Hundred, aidant ainsi à la croissance de la communauté. Petit à petit, la population se rétablit lentement des attaques indiennes, et bien que l'irruption de maladies indiennes continue de se produire, les nouveaux colons arrivent à maintenir la croissance de la colonie et de Bermuda Hundred.
Néanmoins, au début de la seconde moitié du XVIIe siècle et prenant de l'ampleur, une grande croissance de la demande de sucre d'abord, et ensuite de tabac survient occasionnant un changement lent des cultures malgré la politique coloniale précédente. De plus, les indiens sont repoussés lors de plusieurs campagnes, permettant l'expansion de la taille des plantations, et un autre accroissement de la population qui met une pression supplémentaire sur la terre et les petites fermes.
Lentement, au cours de reste de siècle et au début du XVIIIe siècle, les fermes se tournent vers la culture du sucre et du tabac, rentables mais épuisant les terrains. Alors que les sols s'épuisent, demandant de plus en plus de terres, de grands nombres d'esclaves sont amenés à travailler à bon marché les terres hypothéquées, créant ainsi une économie de centralisation du capital. En conséquence, la plupart des petites fermes yeomen (fermier indépendant) sont absorbées dans les plantations, leurs habitants tombant dans la dépendance de la classe des planteurs, allant en ville ou partant vers l'ouest pour obtenir des terres moins chères.

## Période coloniale tardive
Avec cette croissance et l'économie en évolution, le port et la ville connaissent également une expansion. Ironiquement, tout en servant à la fois de port maritime local et de port océanique, les cultures de rente font reculer les cultures de consommation locales, réduisant ainsi le nombre de fermes ; l'augmentation du nombre d'esclaves provoque une augmentation de la superficie cultivée et une diminution correspondante du nombre de plantations. Les expéditeurs ont alors besoin de plus gros bateaux pour transporter les produits. Simultanément, la croissance des terres agricoles commence à augmenter le limon en aval dans le port. Ainsi, au fur et à mesure que le port commence à s'envaser, il est maintenu en état en le draguant, ce qui implique des coûts supplémentaires pour les expéditeurs qui se disputent déjà les capitaux pour construire de plus gros bateaux.
Néanmoins, malgré cette concurrence accrue, le port conserve un bon nombre de marchands qui se consacrent au commerce des eaux intertidales et au commerce d'importation et d'exportation avec la Grande-Bretagne et l'Irlande. De plus, ses expéditeurs servent au transport et au déchargement des colons qui émigrent d'autres parties de l'Empire, en particulier du Royaume-Uni et de l'Irlande, vers les colonies. La plupart de ces migrants continuent de s'installer plus à l'ouest du Tidewater (région intertidale), plus tard dans le Piemond, et finalement sur la route du grand wagon (en), et la route de la Wilderness (en) qui les conduisent plus à l'ouest. La combinaison du commerce d'importation et d'exportation, le transport humain, la traite des esclaves et des besoins en pièces et les réparations pour entretenir cette petite flotte donnent naissance à une communauté marchande florissante et à une augmentation de la population des villes.
Au moment de l'indépendance, la région a cessé depuis longtemps d'être l'économie mixte du XVIIe siècle et s'est transformée en région tranquille, facile à vivre et paisible de quelques plantations riches et d'un port déclinant lentement. Plusieurs des familles coloniales d'origine subsistent, mais sont devenues une minorité alors que des serviteurs non payés d'Irlande, d'Angleterre et d'Écosse arrivent, s'entremêlent avec les colons d'origine. Les nouveaux colons remplacent ces vieilles familles qui partent vers l'ouest et enfin un grand nombre de serviteurs noirs non payés et ensuite les esclaves chassent la plupart des classes moyennes et laborieuses de colons .

## Guerre française et indienne et période de guerre pré-révolutionnaire
Vers les années 1760, la menace de la violence indienne et de la privation économique dans la région intertidale, y compris les Bermuda Hundreds, s'est dissipée à la suite de la victoire et de l'intégration entre la colonie et l'Empire britannique. Malgré les restrictions sur le commerce avec d'autres parties des colonies, le Tidewater a des liens forts avec le Royaume-Uni et l'Irlande et beaucoup de ses familles y sont éduquées. Les sociétés marchandes ont développé des relations profondes et durables avec d'autres sociétés de l'Empire et l'argent est facilement disponible pour l'augmentation du foncier. Les anciens planteurs coloniaux se sont transformés en une aristocratie forte, connue pour soutenir l'expansion coloniale supplémentaire vers l'ouest. En effet, beaucoup de familles frontalières sont issues d'anciens colons originaires de la région intertidale et d'endroits comme Bermuda Hundred. De nombreux jeunes et cadets de l'aristocratie coloniale de Tidewater partent vers l'ouest et jouent un rôle de premier plan dans l'établissement de nouvelles colonies et de nouveaux réseaux, préservant ainsi l'unité de la société coloniale. Ainsi se développe une expansion économique, sociale et politique dans laquelle l'aristocratie de Tidewater joue un rôle clé dans l'intégration de la frontière avec le Tidewater et désormais avec l'Empire britannique.
Ainsi, l'éruption massive de la violence indienne et la guerre à grande échelle à la frontière affectent profondément la région de Tidewater, même si elle n'est pas directement attaquée. Le génocide d'un grand nombre de familles frontalières, les batailles désespérées dans les forêts et les sièges des forts des colons rappellent l'époque des guerres indiennes de Tidewater qui ont presque entièrement détruit la colonie. Maintenant, les batailles et les pertes sont encore plus grandes. La menace d'un effondrement total de la frontière et l'arrivée d'énormes armées franco-indiennes présagent des notions d'annihilation. En conséquence, avec l'éclatement des guerres indiennes massives sur les frontières et l'implication des grandes armées françaises, les Bermuda Hundreds sont notamment impliqués dans l'approvisionnement en armes, en hommes, en officiers et en matériel pour l'effort de guerre.
La guerre met un frein sévère à l'émigration vers l'ouest des nouveaux colons britanniques et aussi celle des natifs de la colonie à partir des Hundreds. L'horreur des pertes donne à réfléchir pour une expansion ultérieure. Plus important, le gouvernement royal a brisé ses obligations envers les colons, et donc avec l'aristocratie de Tidewater quand il refuse d'honorer les traités sur les frontières récents avec la proclamation royale de 1763. La proclamation est le résultat d'une négociation secrète entre le gouvernement royal et les tribus indiennes selon laquelle les colons de la frontière sont privés de leur terre et de leur propriété et, tout autre expansion vers l'ouest des colonies britanniques est définitivement arrêtée.
La guerre, le traité de paix et la proclamation sont économiquement, socialement et politiquement décisifs, changeant la vie des Bermuda Hundreds. En effet, c'est un arrêt important sur l'évolution continue sur la vie socio-économique de la région. Auparavant, le passage d'une économie mixte caractérisée par les petits agriculteurs et les affréteurs à une économie commerciale de planteurs et de marchands ne s'est produit sans un bouleversement social généralisé qu'avec la croissance de nouvelles opportunités vers l'ouest. La pression foncière est soulagée, les petits fermiers parviennent à maintenir leur existence en fournissant la plus grande région de Tidewater ainsi que la frontière ; les marchands sont prospères en soutenant les deux, et la classe des planteurs conserve sa richesse et sa position.
Cependant, la proclamation et l'arrêt d'une expansion ultérieure menacent son existence. Plus important, une telle perfidie de leur propre gouvernement crée une agitation politique dans les Hundreds alors que les personnes de la classe moyenne locale et ces familles de la frontière s'agitent conte la trahison présumée de la couronne. En conséquence, la classe des planteurs discutent de la meilleure réponse à faire. Malgré la croissance économique continue et le nombre croissant de colons qui arrivent dans le port, la conséquence d'une économie esclavagiste et globale commence à devenir apparente. Commençant au premier quart du XVIIIe siècle, la population des colonies des Hundreds, atteint un pic. Lentement, une combinaison de mouvement de centralisation capitaliste créé par l'empire global britannique et l'utilisation de l'esclavage causent une véritable réduction du nombre des colons britanniques dans les Hundreds, alors que la classe moyenne des planteurs, fermiers, commerçants et artisans est chassée ou part vers l'ouest pour avoir de meilleures opportunités. D'abord, ils sont remplacés par des serviteurs liés par contrat synallagmatique, et ensuite, alors que l'esclavage devient proéminent, ils sont remplacés par des esclaves noirs bon marché, mettant une pression supplémentaire aux classes laborieuses restantes pour qu'elles partent ailleurs. Néanmoins, la région conserve une légère majorité britannique coloniale malgré le grand nombre d'esclaves jusqu'à la période révolutionnaire.
Ainsi, au moment de l'indépendance, la région a cessé depuis longtemps d'être l'économie mixte du XVIIe siècle et est devenue interdépendante avec l'Empire britannique au sens large. Plutôt qu'une économie locale mixte, elle s’intègre à la plus grande colonie de Virginie, à une grande partie des colonies américaines restantes, tout en restant dépendante de la Grande-Bretagne sur les plans social, politique et même économique. Pour les Bermuda Hundreds, la majorité des planteurs restants et surtout ce qui reste des paysans et des citadins, la réponse est claire. La sécession de l'Empire britannique et de la déclaration d'indépendance peuvent survenir malgré toutes les pertes économiques possibles. La guerre française et indienne s'est révélée être un événement décisif de la direction de la colonie.

## Période de la guerre révolutionnaire
Par conséquent, de 1750 à 1780, à la suite de la guerre à la frontière, de la guerre d'indépendance, de la guerre continuelle avec les Indiens après l'indépendance, la décroissance de la population est temporairement interrompue tandis que l'activité commerciale et les revenus des cultures marchandes sont interrompus. Pendant ce temps, les Bermuda Hundreds deviennent une zone tranquille et paisible de quelques riches plantations et d'un port en lent déclin. Plusieurs des familles coloniales d'origine restent, mais sont devenues une minorité alors que des serviteurs d'Irlande, d'Angleterre et d'Écosse arrivent, entremêlés avec les colons d'origine, les nouveaux colons remplacent ces vieilles familles qui ont parties vers l'ouest et enfin un grand nombre de serviteurs noirs. puis d'esclaves chassent une grande partie des classes moyennes et laborieuses de colons d'origine. Néanmoins, beaucoup de ces familles coloniales d'origine qui restent, maintiennent leur emprise sur la vie dans les Hundreds.
Malgré leurs liens avec la Grande-Bretagne et l'Irlande, l'intérieur de l'Amérique, mais en dehors des Bermuda Hundreds et de la région plus grande de Tidewater, les planteurs coloniaux, les fermiers, les familles de commerçants et les armateurs font partie d'un réseau social, politique et économique plus vaste. qui sont aussi fidèles. À la suite de l'indépendance, un grand nombre d'Américains qui dont le nombre a commencé à augmenter en raison du retard des départs vers l'ouest, rejoint l'effort de guerre. Les familles de planteurs des Bermuda Hundreds fournissent des officiers à la Virginie et à l'armée continentale. Au début, aucune force britannique majeure ne réussit à envahir la région. Néanmoins, les opérations de la flotte britannique y parviennent en faisant des raids de débarquement à travers les Bermuda Hundreds, incendiant de nombreuses maisons présumées appartenir à des patriotes. Bien que la plupart se battent pour les Américains, il y en a eu plusieurs qui se battent pour les Loyalistes et, par conséquent, leurs propres plantations sont détruites.
Ces engagements dévastateurs mais mineurs changent bientôt avec l'arrivée d'une flotte britannique combinée et des opérations militaires du général Charles Cornwallis dont la grande stratégie de soumission des Américains est le premier revers dans les États du Sud, quand ses armées sont vaincues à la bataille de Kings Mountain, à seulement une journée de marche de Cornwallis et de son armée, puis lorsque sa propre armée est décisivement vaincue à Cowpens. Avec l'arrêt de la campagne du sud, Cornwallis reçoit des dépêches à Wilmington en Caroline du Nord l'informant qu'une autre armée britannique sous les ordres des généraux William Phillips et Benedict Arnold a été envoyée en Virginie. Estimant que la Caroline du Nord ne peut être réduite à moins que ses lignes d'approvisionnement venant de Virginie ne soient coupées, il décide de joindre ses forces à Phillips pendant que son armée est encore assez forte pour frapper directement la région intertidale de la Virginie et le cœur de la résistance patriote.
En mars 1781, en réponse à la menace posée par Arnold et Phillips, le général Washington envoie le marquis de Lafayette pour défendre la Virginie. Le jeune Français a 3 200 hommes sous son commandement, mais les troupes britanniques dans l'état totalisent maintenant 7 200 hommes et ils écartent rapidement la milice des Bermuda Hundreds. Lafayette engage des escarmouches contre Cornwallis, évitant une bataille décisive pendant qu'il rassemble des renforts. C'est durant cette période que Cornwallis reçoit l'ordre de Clinton de choisir une position sur la péninsule de Virginie - désignée dans les lettres de l'époque sous le nom de « Williamsburg Neck » - et de construire un poste naval fortifié pour abriter les navires de ligne.
Cependant, marchant le long de la Tidewater et occupant finalement les Bermuda Hundreds en se conformant à cet ordre, Cornwallis se met dans une position pour être pris au piège. En effet, en raison de la rapidité et du secret du mouvement du général George Washington de New York, et de l'arrivée de la flotte française sous les ordres de comte de Grasse et l'armée conjointe franco-américaine, Cornwallis se retrouve isolé. Après la défaite de la flotte de la Royal Navy de l'amiral Thomas Gravespar les Français à la bataille de la baie de Chesapeake, et l'arrivée du train de siège français de Newport, pour l'encercler dans les Hundreds, la position de Cornwallis devient intenable. Il se rend au général Washington et au commandant français, Jean-Baptiste-Donatien de Vimeur de Rochambeau, le 19 octobre 1781. Cornwallis, ne voulant apparemment pas faire face à Washington, prétend être malade le jour de la reddition et envoie le brigadier général Charles O'Hara à sa place pour remettre officiellement son épée. Washington demande à son commandant en second, Benjamin Lincoln, d'accepter l'épée de Cornwallis.

## Période américaine et d'après-guerre
Tandis que les guerres française et indienne et la proclamation royale de 1763 mettent temporairement un terme au mouvement irrésistible vers l'ouest, et ralentissent ensuite le déclin des colons quittant les Hundreds, cela change avec l'accession à l'indépendance. La défaite décisive des Indiens sur la frontière et l'ouverture des routes vers l'ouest permettent à de plus en plus d'habitants américains des Hundreds de partir vers l'ouest pour y poursuivre leurs activités.
En outre, l'économie rurale, déjà épuisée par une grande partie de sa classe rurale américaine partant vers l'ouest, subit des pertes supplémentaires car les planteurs ne peuvent plus travailler suffisamment le sol, à cause de pertes de revenus dues à la guerre et l'épuisement des sols. De plus, de nombreuses maisons de plantations anciennes et magnifiques sont en ruines à la suite de dévastations économiques et de la guerre. Alors que leurs liens commerciaux antérieurs avec l'Empire britannique sont brisés, les dettes de guerre sont astronomiques, et la dislocation économique est généralisée, la monnaie est rare pour les planteurs qui luttent pour retrouver leur base économique. Beaucoup de familles les plus anciennes sont intégrées à leurs camarades planteurs, partent vers l'ouest, et certaines sont même chassées pour avoir été loyalistes.
Cependant, ceux qui ont survécu trouvent une opportunité avec l'abolition de la traite des esclaves. Car, paradoxalement, avec l'abolition de la traite des esclaves, la valeur des esclaves augmente. Ainsi, pendant que leurs terres se rétablissent, les planteurs commencent à vendre leurs surnombre d'esclaves aux nouvelles plantations vers l'ouest et le sud-ouest dans les terres agricoles plus riches, réussissant ainsi à rembourser leurs dettes de guerre, reconstruisant certaines des anciennes plantations et conservant leurs positions privilégiée et leur domination économique.
Ainsi, malgré ces pertes, l'économie des plantations rurales parvient à gérer la crise et à maintenir la viabilité de la communauté. À leur tour, les fermiers et quelques fermiers indépendants complètent la production de niche qui fournit la consommation alimentaire nécessaire aux consommateurs de la région. Enfin, alors que les revenus continuent à se redresser, la plupart des travailleurs ruraux et ouvriers restants deviennent des employés comme ouvriers, comme surveillants du travail des plantations, ouvriers spécialisés et domestiques, ou comme force de police (en) du comté et fonctionnaires tels que des agents de police, et des agents routiers, obtenant ainsi des fonds importants pour soutenir les plantations et le gouvernement.
Alors que la campagne cherche à se rétablir et à trouver des marchés de niche, la ville et le port sont confrontés à un problème similaire. La guerre a gravement perturbé l'économie qui s'était développée au XVIIIe siècle. Une grande partie du commerce qui a existé avec la Grande-Bretagne et l'Irlande est détruite à la suite de la guerre et l'indépendance du pays. De lourdes restrictions commerciales qui n'existaient pas auparavant sont imposées au nouvel État américain. Les guerres napoléoniennes ralentissent encore le commerce international. De plus, l'immigration britannique et irlandaise s'arrête pendant la plus grande partie des trente années suivantes, et reprend plus tard dans d'autres ports. L'abolition de la traite des esclaves efface également une grande partie de l'activité commerciale du port. Simultanément, les grandes plantations ont gravement appauvri le sol, et la production agricole est sévèrement limitée, éliminant davantage l'activité commerciale dans la ville.
Pourtant, alors que la nation nouvellement indépendante se remet des perturbations du commerce et le remplace par davantage de commerce intérieur, l'économie en expansion commence à se faire sentir davantage dans la région intertidale. L'entretien continu de la classe des planteurs et de quelques familles d'agriculteurs maintient la demande en biens de consommation et de luxe dans la région. Rapidement, la perte de marchandises d'expédition vers l'Empire britannique est remplacée par le transport fluvial local et domestique, en particulier avec la Nouvelle-Angleterre. Ces routes commerciales continuent de favoriser les petits bateaux plus faciles à construire et à entretenir dans les petits ports comme dans les Bermuda Hundreds. En outre, d'autres parties de la grande baie connaissent un renouveau de l'agriculture et la pêche qui bénéficie rapidement au petit port.
Finalement, un équilibre économique prudent est atteint, alors que la majorité de la communauté rurale blanche restante vit une existence agréable en tant que cultivateurs de subsistance, vendant leur surplus de récolte aux villes et plantations locales le long du Tidewater et travaillant à temps partiel dans les plantations et villes pour un revenu supplémentaire et une place dans la société. Lentement, à partir des années 1820, des parties des Hundreds commencent à revenir à la production agricole et la majorité de la terre est de nouveau en production dans les années 1850.
Par conséquent, bien que loin de leur magnificence coloniale précédente, les familles de planteurs et ce qui reste de la petite classe de paysans propriétaires et les propriétaires de petits bateaux continuent leur vie généralement tranquille et légèrement prospère dans la période d'après-guerre. Ils sont soutenus par une petite classe d'artisans de la ville bien développée, des petites entreprises familiales marchandes prospères, et une classe blanche et ouvrière plus grande mais presque pauvre qui vit dans la ville, ainsi qu'une population esclave noire plus grande et une population noire libre vivant à la campagne. En outre, bien que n'étant plus la puissante classe aristocratique qu'ils étaient, contrairement au Nord, les États du Sud, y compris les régions du Tidewater comme les Bermuda Hundreds, conservent leur statut social et politique dans leurs communautés, conservant ainsi le pouvoir dans l'État de la Virginie et le pays. En effet, à l'époque de la guerre de Sécession, des classes de planteurs comme à Bermuda et leurs branches de cadets ailleurs dans le sud fournissent plus de soixante-cinq pour cent des principaux stratèges, chefs militaires et leaders politiques du pays.

## Période de la guerre de Sécession
Alors que la guerre de Sécession commence, les Bermuda Hundreds et la campagne environnante sont devenues en grande partie une région reculée. La plupart des plantations d'origine sont tombées dans un état de délabrement au début de la guerre et restent comme des monuments d'un passé lointain où la région était un centre de l'économie de la Virginie. Il reste encore plusieurs propriétés de campagne qui se sont développées en grandes maisons de plantations qui continuent à dominer la vie rurale environnante. Un certain nombre d'agriculteurs indépendants, frais et prospères, soutenant la consommation locale, gagnent un revenu supplémentaire avec une production moindre de cultures commerciales. Les petits fermiers à temps partiel, le contremaîtres et les métayers vivent aussi dans la campagne, dans des maisons en briques coloniales plus petites mais bien construites. D'autres Virginiens, employés comme ouvriers à temps partiel dans les fermes et les plantations et dans les grandes villes, vivent aussi dans leurs propres communautés dans la campagne ou la ville, tandis que la grande population noire mène une vie restreinte dans les plantations elles-mêmes.
À l'intérieur de la ville, les anciens jours grisants des aventuriers marchands sont devenus un lointain passé, laissant les marchands plus comme des dépositaires et des agents maritimes pour ce qui reste de la communauté agricole. Ces familles de commerçants gagnent néanmoins des revenus prospères en échangeant du coton, du tabac et d'autres cultures commerciales très prisées dans l'État, au niveau national et international, gardant ainsi une influence et une intelligence des affaires mondiales bien supérieures à ce que leur position économique présuppose. De plus, une communauté de pêcheurs continue de travailler dans la grande baie de Chesapeake, aux côtés d'une petite classe d'artisans, de bateliers et de petits affréteurs qui travaillent le long de la baie et font du commerce plus loin avec la Nouvelle-Angleterre.
La guerre d'indépendance est encore fraîche dans la mémoire de ces personnes. Les problèmes leur semblent très similaires et la plupart font valoir des arguments valables sur les mêmes thèmes qui prévalaient dans les débats révolutionnaires de la génération précédente. Ils sont accueillis avec consternation car la population estime que la prédominance du parti républicain dans le nord est une menace à la suprématie du foyer et de la maison, au droit d'un fermier indépendant primant sur sa propriété et, surtout, que l'abolition est discutée. Il reste en effet plusieurs familles qui ont servi et combattu lors de la guerre d'indépendance, les petits-enfants des héros révolutionnaires sont maintenant aux commandes du débat. Leur fortune a été sacrifiée pour leurs croyances, et malgré les chances accablantes, ces mêmes familles vont également promettre leur fortune et sont loyalement accueillies comme des leaders légitimes par la masse des travailleurs et des fermiers américains dans le Sud.
Avec l'avènement de la guerre, la région est entièrement engagée dans l'effort de guerre. Alors que le chaos de la guerre s'étend vers le sud et que la marine de l'Union met son blocus sur le port, une grande partie de la petite flotte de navires est capturée, détruite ou laissée à l'abandon. Ceux qui restent sont soumis à des pressions pour devenir des coureurs de blocus (en). De plus, quelques esclaves commencent à s'échapper, mais leur nombre est inquiétant. De plus en plus de la population blanche se porte volontaire dans l'armée confédérée. La plupart des planteurs rejoignent le corps des officiers de la Confédération, avec beaucoup de morts dans les campagnes ultérieures. Bientôt, les vieux et les jeunes sont impliqués dans un travail défensif, maintenant la campagne sans esclave en fuite et sans raid de l'Union. Finalement, ce qui reste de la population blanche est formée en une milice de garde intérieure complétée par des vétérans des campagnes dans le Nord lorsqu'une grande armée d'invasion de l'Union arrive dans la région.
Survivant sur une économie de plantation à peine prospère, la région est gravement endommagée lors des campagnes suivantes de guerre de Sécession, principalement la campagne des Bermuda Hundred. La campagne de Bermuda Hundred est une série de batailles menées dans les environs de la ville en mai 1864. Le major général de l'Union Benjamin Butler, commandant l'armée de la James, menace Richmond par l'est, mais est arrêté par les forces de l'armée des États confédérés commandées par le général P. G. T. Beauregard. La ligne Howlet (en) de la James jusqu'à l'Appomattox « embouteille » efficacement l'armée nordiste sur la péninsule de Bermuda Hundred.
Plusieurs maisons de plantation importantes dans les Hundreds et la campagne environnante sont détruites au cours des batailles. Le général Butler est un pillard notoire, qui a déjà acquis une mauvaise réputation dans d'autres campagnes dans le Sud. Lors de la campagne des Bermuda Hundreds, il reste égal en ce qui concerne le pillage de la plupart des richesses mobilières et du capital de la ville, des Hundreds et de la région environnante, détruisant le reste.
La campagne est l'une des dernières victoires de la Confédération et le général Butler est transféré ailleurs. Néanmoins, dans la région environnante, l'armée de l'Union ne peut être délogée et l'armée de l'Union poursuit ses raids le long des côtes. En conséquence, avec la combinaison du pillage et des raids de l'armée de l'Union, la perte de contrôle d'une grande partie de la population esclave, et le peu de vétérans confédérés qui reviennent, laissent la région ruinée.

## Reconstruction, époque après-guerre et temps modernes
La guerre et la campagne ont ruiné ce qui restait des fortunes des planteurs et un certain nombre de familles riches et pauvres sont anéanties. Les batailles ont détruit ou fortement endommagé une grande partie de l'infrastructure physique et les maisons de la région. La population d'esclaves noirs avait fortement diminué à cause des fuites pendant la guerre et de l'émancipation subséquent des esclaves. La dévastation de l'économie des plantations a également ravagé les petites communautés blanches de la campagne. La plupart de ces travailleurs blancs, en tant que contre-maîtres des plantations, ouvriers qualifiés et domestiques, ou agents de police du comté et fonctionnaires tels que les agents de patrouille et les agents routiers obtiennent des fonds importants en soutenant les plantations et le gouvernement. En conséquence, avec la fin de l'économie d'avant-guerre et la reconstruction, en plus des pertes subies par la population masculine pendant la guerre, ces familles blanches font maintenant face à une économie inemployable. En conséquence, avec une grande partie de ce qui reste de la population d'esclaves, ils se tournent vers le métayage et s'appauvrissent notoirement. D'autres se tournent vers la petite ville ou partent lentement ailleurs dans le pays. Les Hundreds n'ont jamais retrouvé leur niveau de population au début du XIXe siècle.
À l'intérieur de la ville, les structures physiques ont également été endommagées. La plus grande partie du capital a été saisie par l'armée de l'Union, y compris le stock précieux nécessaire pour la construction et la réparation des bateaux ou la création de travaux manuels pour soutenir la communauté dans sa qualité de vie. Avec la fin de la guerre, la population de la ville augmente temporairement avec l'arrivée d'un grand nombre de personnes en provenance de la campagne, ce qui exerce une forte pression sur la ville. Avec la perte d'une grande partie des bateaux, les entreprises de pêche et de négoce sont anéanties de façon permanente. Finalement, sans capitaux pour arrêter l'ensablement ou pour draguer, la capacité du port à gérer le trafic diminue davantage.
Incapable d'expédier leurs récoltes commerciales pendant que les entreprises de transport naval luttent pour se reconstruire, la classe de planteur s'efforce de créer d'autres routes de transport et de reconstruire l'économie par l'amélioration de l'infrastructure terrestre, en particulier dans les chemins de fer. En perdant leur fortune, l'aristocratie des planteurs et marchande conserve encore ses positions privilégiées en politique. En naviguant sur les eaux troubles de la reconstruction, certains réussissent à apporter des capitaux dans la région pour la construction d'une nouvelle structure ferroviaire.
Après la guerre de Sécession, le chemin de fer de Brighthope (en) dans le comté de Chesterfield est redirigé d'Osborne's Landing vers Bermuda Hundred. Il est étendu à l'ouest vers Epps Falls sur la rivière Appomattox et est rétréci pour être un chemin de fer à voie étroite. Le chemin de fer de Brighthope fait faillite et est vendu pour devenir une partie du chemin de fer de Farmville et Powhatan (en). Le chemin de fer de Farmville et Powhatan, rebaptisé plus tard le chemin de fer de Tidewater et Western (en), court des sources de la rivière Appomattox jusqu'à la ville de Farmville par Cumberland, Powhatan. Bien que résolument utile pour éviter à la communauté agricole de subir une perte totale, notamment en ce qui concerne l'apport de valeur monétaire dans l'économie locale, il échoue néanmoins à atteindre ses objectifs plus larges de redonner à la classe des planteurs la prospérité financière.
La Grande Dépression de 1873, et les dépressions agricoles suivantes, et plus important, la croissante du coton égyptien et du coton écarte le coton américain, qui avait donné la prospérité à la classe des planteurs. Bien que cela diminue la demande et oblige à un changement de culture telles que le maïs, et le blé qui rétablit la santé des sols, les nouvelles cultures n'apportent pas la santé ou la fréquentation aux producteurs, aux marchands et aux chemins de fer. Malgré cela, les producteurs expérimentent la rotation des cultures, des plans de métayage et de location de fermage, et finalement ont des revenus de valeur avec le tabac. Le nombre de plantations ne retrouve pas son niveau antérieur, même si, ironiquement plusieurs métayers et fermiers locataire parviennent à devenir des fermiers indépendants. Cependant, les contretemps des marchés économiques et la demande, la concurrence intérieure et étrangère, le tout combiné aux chemins de fer à jauge étroite empêche de générer un trafic suffisant et de reconstruire la prospérité d'avant-guerre. Ironiquement, cela concourt à faire revenir la région à la situation du XVIIe siècle avec une économie mixte, permettant ainsi la survie continue et la croissance économique lente de la région.
Au moment où une partie de la classe des planteurs a rétabli les infrastructures, les réseaux commerciaux et la production agricole jusqu'au niveau d'avant-guerre, le pays et le monde ont radicalement changé. Ils ne retrouvent jamais leur ancienne prospérité et beaucoup perdent ou vendent leurs terres. En conséquence, malgré tous les efforts, les revenus du chemin de fer et des entreprises marchandes sont à peine rentables sur une période de soixante ans, tout en privant les entreprises de navigation fluviale de la ville. À son tour, la ville ne retrouve jamais son secteur marchand, déclinant lentement pour devenir un petit village de pêcheurs et un port intertidal local. Finalement, avec la présence d'un autre chemin de fer à environ 15 milles (24 km) en aval à Claremont, la voie ferrée et les installations portuaires sont largement abandonnées à l'époque de la grande dépression, transformant la ville en un pâle reflet de ses anciens temps.
Pendant ce temps dans la ville, plus que dans la campagne, la guerre a causé une perte économique générationnelle sinon di-générationnelle. Dans les temps modernes, la ville de Bermuda Hundred est colonisée par approximativement quatre familles : les McWilliams, les Hewletts, les Johnsons et les Gray. Dans les années 1980, Philip Morris ouvre une installation de fabrication de tabac à Bermuda Hundred. Il est rapidement suivi par une usine d'Allied Signal et une installation industrielle gérée par Imperial Chemical Industries. En 1990, le pont Varina-Enon (en) ouvre, reliant la région rurale à Richmond via l'Interstate 295. En conséquence, à la fin de la première décade du XIXe siècle la plupart les fermes restantes et des anciennes plantations dans Bermuda Hundred telles Presquile, Mount Blanco, Meadowville, et Rochedale ont été vendues pour le développement commercial et résidentiel. Une partie de la ferme Presquile est préservée en tant que refuge naturel national de Presquille (en).

## Première église baptiste de Bermuda Hundred
Fondée vers 1850, l'église baptiste a été construite dans le style renaissance grecque avec une façade à trois alcôves symétriques et à pignons qui sert de place de marché de la ville. Le terrain sur lequel l'église est située, correspond à la chapelle Southside sur la paroisse de Varina du XVIIe siècle et l'église principale de la paroisse Bristol. Contrairement à beaucoup d'églises, probablement en raison de l'installation de longue date de plusieurs familles d'esclaves noires et émancipées avant la guerre vivant dans la communauté depuis de nombreuses générations, l'église accueille les noirs et les blancs, riches et pauvres. Fondée par les Américains, les religieux maintiennent la ségrégation sociale, exigeant que les noirs émancipés et en servitude s'assoient au balcon pendant que les blancs s'asseyent en partie basse. Cependant, au fil du temps, l'augmentation des fidèles blancs pauvres et ouvriers les force à les accueillir dans les sections supérieures, provoquant des ressentiments substantiels au sein de l'église. Finalement, avant la guerre, des fidèles blancs forment les baptistes sudistes, quittant l'association nationale sur le problème de l'esclavage. Par la suite, une grande partie des fidèles blancs forment ce qu'on appelle aujourd'hui l'église baptiste d'Enon, une congrégation religieusement conservatrice baptiste du Sud, laissant ainsi la plus grande partie de la riche classe des planteurs blancs continuer à se rassembler avec la population noire.
Après la guerre de Sécession, les affranchis soutenus par l'armée de l'Union reprennent la vieille église par la force des armes et expulsent la congrégation blanche minoritaire et surtout des planteurs et deviennent indépendants. Avec le soutien du gouvernement de reconstruction, ils reprennent la première église baptiste. Finalement, ils développent une communauté de culte prospère. Cette communauté religieuse génère plusieurs congrégations baptistes noires dans les comtés de Chesterfield et d'Hopewell. La première église baptiste de Bermuda Hundred a accueilli les principaux pasteurs afro-américains, qui ont tenu divers rôles dans l'église et la société. L'un d'entre eux est remarqué en 2010 dans le « Ebony Magazine », le révérend J. Lee Hill, Jr.

## District historique de la ville de Bermuda Hundred
Le district historique de la ville de Bermuda Hundred est un district historique aux États-Unis situé sur les deux côtés des routes de Bermuda Hundred et Allied à Chester. Le district comprend 14 bâtiments contributifs, un site contributif et un objet contributif.
Il est répertorié sur le Registre national des lieux historiques en 2006.